# 美國國際響尾蛇博物館
美國國際響尾蛇博物館（英語：American International Rattlesnake Museum）位於美國新墨西哥州阿爾伯克基，是一所主要陳列響尾蛇的博物館。
該博物館是世上收集不同種類活生生響尾蛇的博物館中最大的一間，據稱其所收集的響尾蛇比布朗克斯動物園、費城動物園、史密森尼國家動物園、丹佛動物園、三藩市動物園及聖地牙哥動物園所養之和還要多。除了活的響尾蛇外，該博物館還收集有大量與蛇有關的藝術品、手工藝品及記聞。

## 外部連結
- 美國國際響尾蛇博物館 （页面存档备份，存于）（英文）